# Забайкальська армія ППО
Забайка́льська а́рмія ППО — авіаційне об'єднання сил ППО, повітряна армія ППО РСЧА в Збройних силах СРСР за часів Другої світової війни.
Армія ППО сформована 30 квітня 1945 на основі постанови ДКО від 14 березня 1945 на базі Забайкальської зони ППО з включенням з'єднань і частин ППО, передислокованих з європейської частини СРСР. Входила до складу військ Забайкальського фронту.
Основне завдання — прикриття від ударів з повітря об'єктів, комунікацій тилу, районів зосередження і угрупування військ фронту у межах Іркутської і Читинської областей, на території Бурятії і Монголії в період радянсько-японської війни. Частиною сил армія брала участь у Хінгано-Мукденській стратегічній операції 1945.

## Склад
До її складу увійшли:
- 3 дивізії ППО,
- винищувальна авіаційна дивізія,
- 16 окремих зенітних артилерійських дивізіонів,
- 4 батальйони ВНОС,
- 10 зенітних бронепоїздів,
- армійський полк зв'язку.

## Командування
- Командувачі:
  - генерал-майор артилерії П. Ф. Рожков (квітень 1945 — до кінця радянсько-японської війни).